# 沃德雷蒙
沃德雷蒙（法語：Vaudrémont，法語發音：[vodʁemɔ̃]）是法国上马恩省的一个市镇，属于肖蒙区。

## 地理
沃德雷蒙（48°7'41"N, 4°54'17"E）面积10.39 平方千米，位于法国大東部大區上马恩省，该省份为法国东北部内陆省份，北起马恩省和默兹省，西接奥布省，西南接科多尔省，东南接上索恩省，东临孚日省。
与沃德雷蒙接壤的市镇（或旧市镇、城区）包括：艾藏维尔、雷讷河畔欧特勒维尔、布罗勒沙泰勒、拉维勒讷沃欧鲁瓦、马朗维尔。

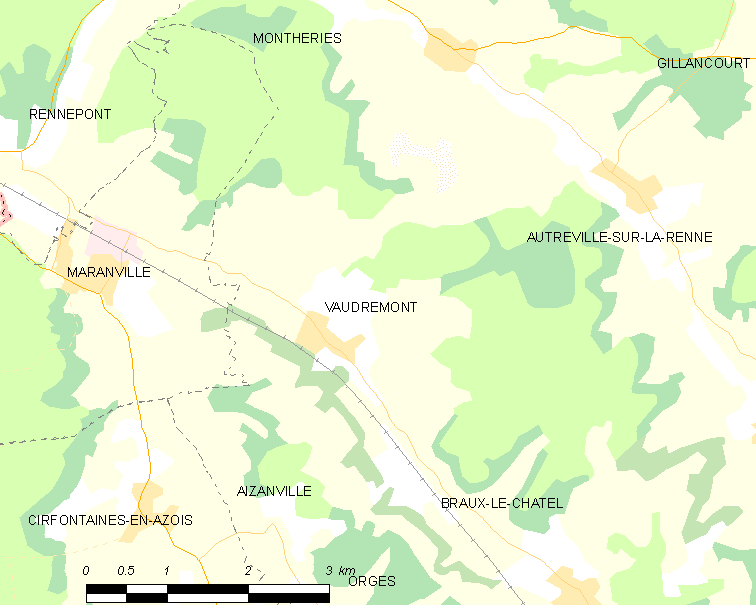
沃德雷蒙的OSM定位图

沃德雷蒙的时区为UTC+01:00、UTC+02:00（夏令时）。

## 行政
沃德雷蒙的邮政编码为52330，INSEE市镇编码为52506。

## 政治
沃德雷蒙所属的省级选区为沙托维兰县。

## 人口

1962-2008年间沃德雷蒙人口变化图示

沃德雷蒙于2022年1月1日时的人口数量为83人。